# 灵岩塔
灵岩塔又名多宝塔，位于中国江苏省苏州市西郊木渎镇灵岩山上的灵岩寺。这座砖塔始建于南北朝时期，历代多次遭受火灾毁圯。塔身为楼阁式，八面七级，塔内空心，每个窗口都雕有石佛像。灵岩塔挺拔秀丽，与灵岩寺钟楼遥相呼应，是灵岩山的突出标志。

## 历史
灵岩塔始建于梁朝天监二年（公元503年），当时称为“永祚塔”。历朝历代多次遭受火灾，屡次重修。北宋太平兴国二年（公元977年）时曾经重建，后来又遭损毁。1147年（南宋绍兴十七年）重建。
明朝万历二十八年（公元1600年），灵岩塔遭到雷击，各层木结构及塔刹都被烧毁，仅存砖塔塔身，变成空心塔。清朝乾隆十五年（公元1750年）重建，在塔身第四层发现木箧，里面藏有南宋重建时置入的文殊菩萨摩诃般若经一卷，僧法愿血书尊胜咒，大悲咒各一卷。
民国十五年（公元1926年），靈岩山寺住持真達和尚邀请高僧印光大师将山寺開辟為十方凈土道場，由禪宗改為凈土宗。印光大师以灵岩寺为智积菩萨显化道场，而智积菩萨又是多宝佛的侍者之故，将灵岩塔题名为多宝佛塔。
文革期间，灵岩塔与佛寺一道遭到损毁。1977年对灵岩塔进行过大修，将民国时用于修塔的石佛填补进空缺的佛龛之中。1989年9月，灵岩山寺住持发愿重修灵岩塔，筹得八十余万元资金，参照宋代的营造法式对进行塔进行了修复，一年后动工。恢复了塔刹、塔基、平台和塔檐。

## 外观与结构
灵岩塔坐落在灵岩山寺的右院，是一座木檐楼阁式砖塔。南北朝初建时一共有九层。现时塔高34米，一共有七层。塔的底径为7米，往上逐层次第内收。塔底并不是建筑在石砌的基座上，而是直接建在岩石上。塔身有八面，底层的东西南北四面开有壸门式门洞，另外四面设有壶门式佛龛，第二层开辟南北面的门洞，而其余六面设佛龛用来摆放石质的坐姿佛像，第三层则是东西面开辟门洞，其余面设佛龛，以上各层以此类推。但佛龛中的大多数佛像已经失去。塔内原来是八边形，后来重修时改成圆形。塔内原有木制回廊、扶梯和腰檐已经在明朝时遭雷击而被烧毁，塔内是空心的，抬头可以望到塔顶。
1990年重修后，重建了七米高的塔刹，恢复了每层的塔檐、护栏，在塔身修建了盘旋而上的木梯。塔底增加了塔基和平台，塔台周围建设了石雕栏杆。塔前摆放了一对石狮，左侧牝狮怀抱幼狮，右侧牡狮胸揽狮球。